# Puddle of Grace
"Puddle of Grace" (em português: "Poça de Graça") é uma canção escrita e gravada pela cantora e atriz estadunidense Amy Jo Johnson. Foi a primeira música de trabalho de sua carreira musical e o principal destaque do álbum Felicity Soundtrack, lançado pela Hollywood Records em 1999.

## Faixas
| Download digital |                   |                |         |  |
| N.º              | Título            | Compositor(es) | Duração |  |
| 1.               | "Puddle Of Grace" | Amy Jo Johnson | 3:06    |  |
| Duração total:   | Duração total:    | Duração total: | 3:06    |  |

## Antecedentes e composição
Em 1998, Amy Jo Johnson foi escalada para o papel que se tornaria um dos maiores sucessos de sua carreira. Interpretando Julie Emrick, na série de TV Felicity, Amy Jo Johnson se tornou ícone entre jovens e adultos, ganhando elogios da crítica e indicações a prêmios como o Teen Choice Awards.
Porém, quase a atriz quase não aceitou participar da série pois, quando recebera o convite, sua mãe esta gravemente doente. Mas sua mãe a convenceu a aceitar o papel em nome de seus objetivos. Então, Amy Jo Johnson se juntou a Keri Russell, como uma das protagonistas de Felicity, uma das séries de maior audiência da Warner Bros. entre os anos de 1998 e 1999. No roteiro original Julie tinha dotes de dançarina, mas Amy convenceu os produtores a colocarem a estudante como uma cantora e violonista, já que assim podia mostrar sua voz e violão, que ela já vinha usando na banda Valhalla, formada por ela e amigos. Assim, Julie tornou-se uma estudante de música e violonista.
Em agosto de 1998, a mãe de Amy morreu de câncer. Como homenagem a sua mãe, Amy escreveu a canção Puddle Of Grace. A inspiração surgiu em uma tarde na praia de Leo Carrilla State em Malibu, depois que Amy começou a escrever cartas intencionadas a sua mãe, buscando um meio de conectar-se com ela e expressar seu ausente companheirismo.

## Estrutura musical e letra
Com uma melodia folk e soft rock, a música tem como tema principal o autoconhecimento e a busca pelo seu verdadeiro eu. Nas frases do refrão, "diga-me onde se vai quando os diamantes secam, diga-me o que se sente após um doce e amargo adeus", Amy esboça seu pedido de conselho a mãe sobre como lidar com questões difíceis da vida. Durante a música, é refletida a busca por uma nova identidade e a procura pelo seu próprio rosto, que no final tem a ideia concluída através de uma "Poça de Graça", de onde se origina o título da canção. Com frase "mãe eu encontrei um amigo", Amy fecha a canção.
Sendo primeiramente uma música pessoal, Amy não tinha planos de grava-la. Mas ela teve a oportunidade de mostra-la ao grande público, quando o criador da série Felicity, J.J. Abrams, convidou-a para a gravar a música em um estúdio para que ela pudesse ser usada na trilha sonora da série. Assim como na vida real, a personagem de Amy na série, também sofria com a falta de sua mãe. Julie era adotada e estava em Nova York na busca por sua mãe biológica.

## Repercussão
O álbum com a trilha sonora da série chegou ao mercado em 1999 em uma parceira entre a Hollywood Records e a Warner. A canção de Amy Jo acabou se tornando o maior destaque do CD, que recebeu o nome de Felicity Soundtrack, sendo lançada nas rádios de todo mundo e tornando-se hit em 1999, quando chegou a posicionar-se na Billboard.
Na primeira temporada da série Felicity, o riff de Puddle Of Grace foi tocado pela primeira vez pela personagem de Amy Jo Johnson, Julie Emrick, no episódio "The Last Stand", quando estava sozinha no quarto. A canção foi finalmente cantada por Julie no episódio "The Fugue", durante sua primeira apresentação no bar dos estudantes da série. Na segunda temporada, o nome da música é citado no episódio "Truth And Consequences", quando um responsável por uma gravadora diz para Julie que não gostou de suas gravações. "Puddle Of Grace" também ganhou um videoclipe promocional com cenas de Felicity, que era exibido nos intervalos do canal da Warner Bros. Ainda na série Felicity, Amy Jo Johnson apresentou outra de suas composições: Clear Blue Day, cantada nos episódios "Happy Birthday" e "Portraits".
Amy Jo tocou e cantou Puddle Of Grace em programas de TV, como o Live with Regis and Kelly e o The Oprah Winfrey Show, onde durante a entrevista com Oprah, Amy revelou a origem da música pela primeira vez na TV. Nesse momento, Amy continuava fazendo pocket shows tanto solo quanto na companhia de sua banda Valhalla.
Com a repercussão da música Puddle Of Grace, o canal VH1 em parceria com a Paramount convidaram Amy Jo Johnson para gravar as músicas do filme Na estrada do Rock, onde além de cantar, ela interpretou a protagonista do filme, Nansi Nevins, a vocalista da banda Sweetwater.
Puddle of Grace também está presente no CD ao vivo de Amy Jo Johnson, Imperfect (2005).

## Créditos
Lista-se abaixo os profissionais envolvidos na elaboração de Puddle Of Grace, de acordo com o encarte do Felicity Soundtrack.
- Vocal - Amy Jo Johnson
- Composição - Amy Jo Johnson
- Produção - Larry Klein